# Shigeru Takahashi
Shigeru Takahashi var en japansk fotbollsspelare.